# Hjortspringbåten

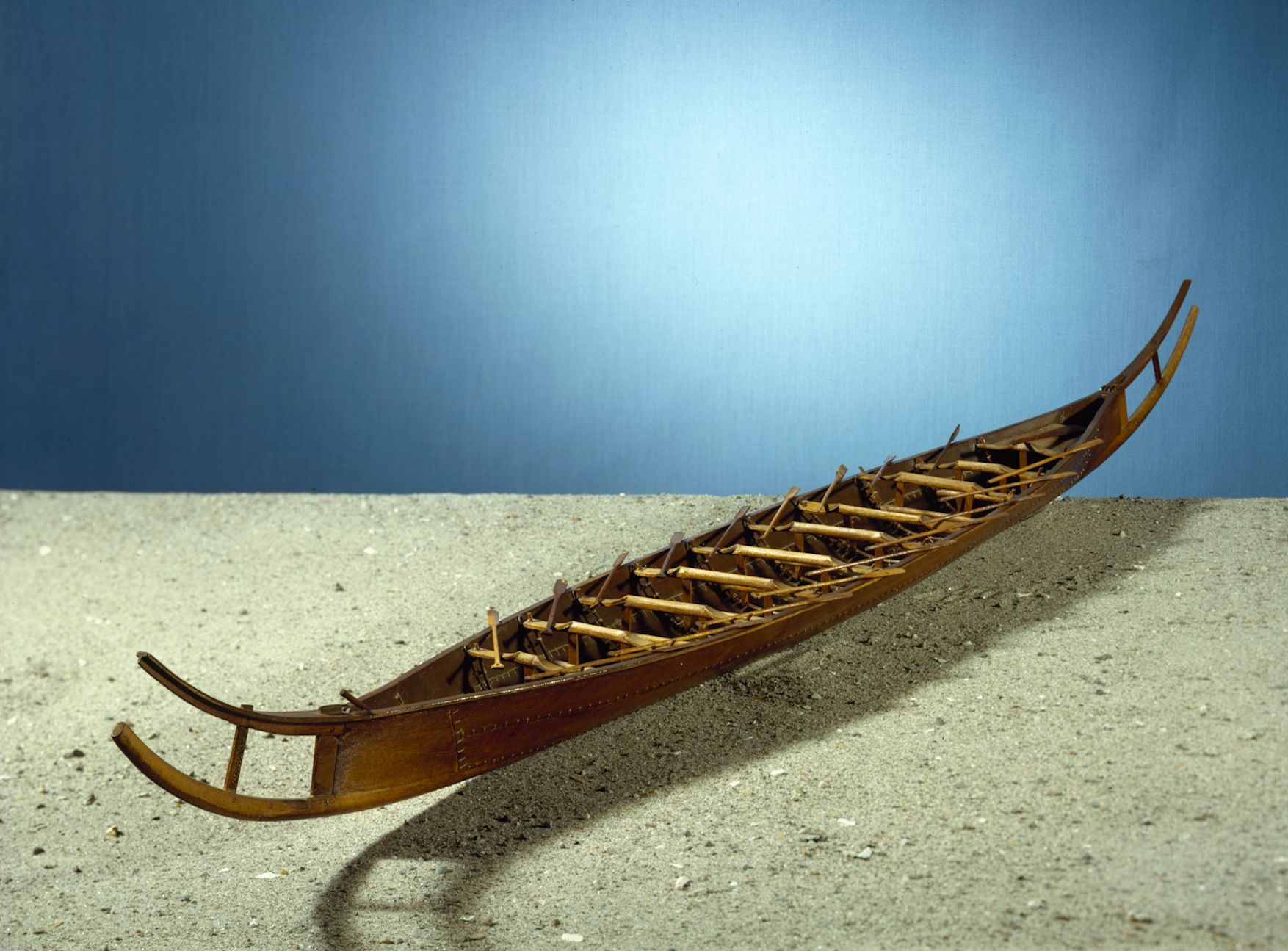
Modell av Hjortspringbåten tillverkad av utgrävningarnas ledare Gustav Rosenberg.

Hjortspringbåten är en forntida båt som hittades på 1880-talet i torvmossen Hjortspring Mose på Als, en ö vid sydöstra Jylland, i Danmark och som grävdes ut under åren 1921–1922.

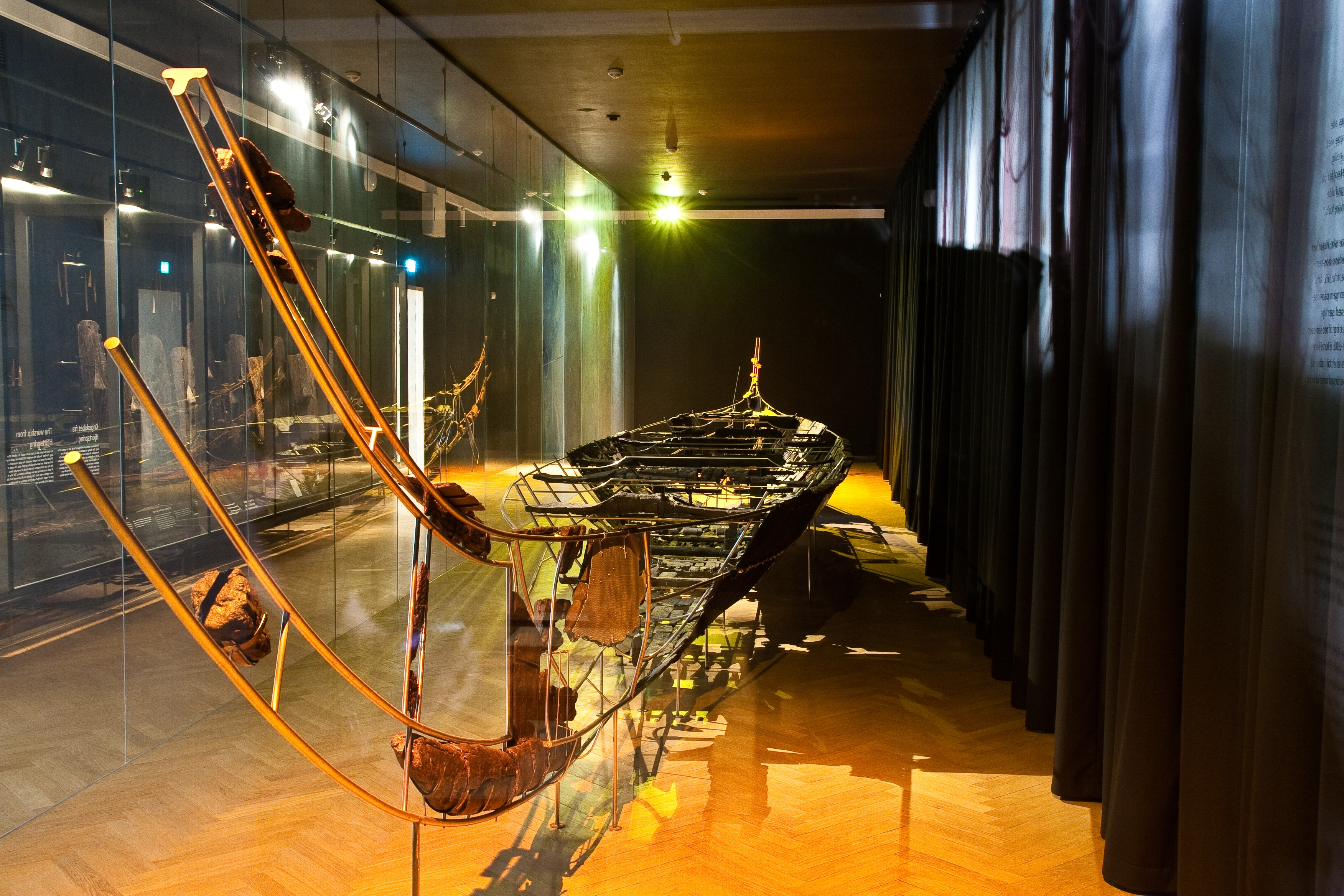
Hjortspringbåten utställd på Nationalmuseet i Köpenhamn.

## Fyndet
Fyndet bestod av fragment av en båt, vars form och uppbyggnad kunde fastställas genom att de bitar som fanns kvar av båten kunde läggas som ett pussel, och efter konservering fästas upp på ett stålskelett. Båten finns på Danmarks Nationalmuseum i Köpenhamn. Med C14-metoden har man daterat båten till omkring år 400–300 f.Kr. Båten byggdes således i början av järnåldern i Norden, ca 1200 år innan de typiska vikingaskeppen och båtarna togs fram.
Båten var av typen kanot med en total längd inklusive de utstickande strävorna runt 19-21 meter, invändig längd 13,61 meter och cirka två meter bred. Båten var till större delen byggd av träslaget lind. Man har uppskattat att båtens totalvikt (inklusive roder och paddlar) borde legat på cirka 530 kg och att den kunde ta en besättning på 22 till 24 man, inklusive en ledare och två styrman, som paddlade fram farkosten. Ett fäste för en styråra fanns i både för och akter.
I båten hittade man en mängd olika vapen, bland annat minst 64 rektangulära träsköldar med rundade hörn, 33 utskurna sköldbucklor, åtminstone 169 spjutspetsar, ett mindre antal bitar av hjorthorn, 10 svärd av järn, ett antal svärdsbaljor och rester av ringbrynjor. Man har tolkat den stora mängden vapen som fanns i båten som att den sänkts avsiktligt som en offergåva till någon gudomlighet eller av annan anledning. I detta fall verkar det som att de hittade föremålen sänktes i sjön i hjortspringbåten som ett krigsoffer till följd av en enda händelse, det vill säga en strid. Alla svärd och spjutsetsar verkar vara unika som tillhörde individa krigare och har inte masstillverkats. Djurben hittades också i och nära båten. En häst, ett lamm, en kalv, en hund och en hundvalp verkar ha offras med båten. Mer fredlig utrustning har hittats i fyndet. Trälådor, skopor, en träskiva och platta, klubbor, träskedar, rep, nålar gjord av brons och en del av en blåsbälg.
Hjortspringbåten är unik i sitt slag och det äldsta fyndet i världen som gjorts av en båt, eller snarare stor kanot, där bordläggningen utgjordes av plana träplankor, i detta fall två stycken som löpte oskarvade utefter båtens hela längd. Bordplankorna var lagda omlott som på en klinkbyggd båt och "syddes" ihop med bast och vidjor genom små hål som tagits upp i plankorna som i ändarna var infästa i för- och akterdelarnas kraftiga infästningstycken. Inga metalldelar ingick i båtens konstruktion. Spanten inuti båten var gjorda av böjliga men starka tunna grenar som var infästa i håltagna klampar fästade kölplankan och i bordplankorna. Tätningen av skarvarna i skrovet var utförd med tjärad ull. I höjd med relingen fanns fasta tofter, det vill säga en sittbrädor, infästade i de övre bordplankorna som besättningen satt på, som också utgjorde bärande delar av båtens konstruktion. Bordläggningens höjd mätt från kölplankan var cirka 70 cm. Kanoten har vissa likheter med eskimåernas urgamla umiak som var konstruerad som ett träskelett klätt med skinnstycken sydda med vattentäta sömmar.
Båten verkar vara avsedd som en typ av mycket lätt och smidig krigskanot, byggd enbart för att snabbt kunna förflytta en större grupp krigare på skyddade vatten där en del av taktiken var just att farkosten var mycket snabb. Den symmetriska konstruktionen på kanoten gjorde att man snabbt kunde retirera genom att besättningen snabbt kunde vände sig om och började paddla i motsatt riktning.

## Utstickande strävor i för och akter
Den egentliga funktionen av de böjda strävorna utanför själva för- och akterparti på kanoten har inte kunnat fastställas. Samma typ av utstick återfinns på i stort sett samtliga båtar som finns avbildade på hällristningar från bronsåldern i exempelvis Bohuslän men som i de flesta fall skiljer sig från Hjortspringbåten genom att oftast ha en tydlig för och akter. Hjortspringbåten var helt symmetriskt uppbyggd. Den övre strävan var en del av det kraftiga för- respektive akterstävpartiet där bordplankorna var infästa. Den undre strävan var en förlängning av bottenplankan eller "kölen". De vertikala strävor som fanns mellan dessa utstick utanför själva båten, fyller ingen annan funktion än att göra paret strävor mer motståndskraftiga mot vertikal belastning och böjning tvärs båtens längdaxel i likhet med ett fackverk men förmodligen i första hand för att förhindra att strävorna knäcks vid för hög belastning. En teori är att den undre strävan var avsedd att underlätta när kanoten skulle dras upp på land men framförallt för att lätt kunna förflytta båten på land längre sträckor med minsta möjliga kraft i likhet med medar på en släde genom att dra båten i stället för att bära den. Den undre strävan är dock obefogat lång för att enbart ha haft funktionen av en förlängd med vilket tyder på att strävorna kan ha haft en helt annan funktion eller en kombination av funktioner där även utseendet liknande ett djurs horn kan ha haft en betydelse.